# Bröderna Goncourt

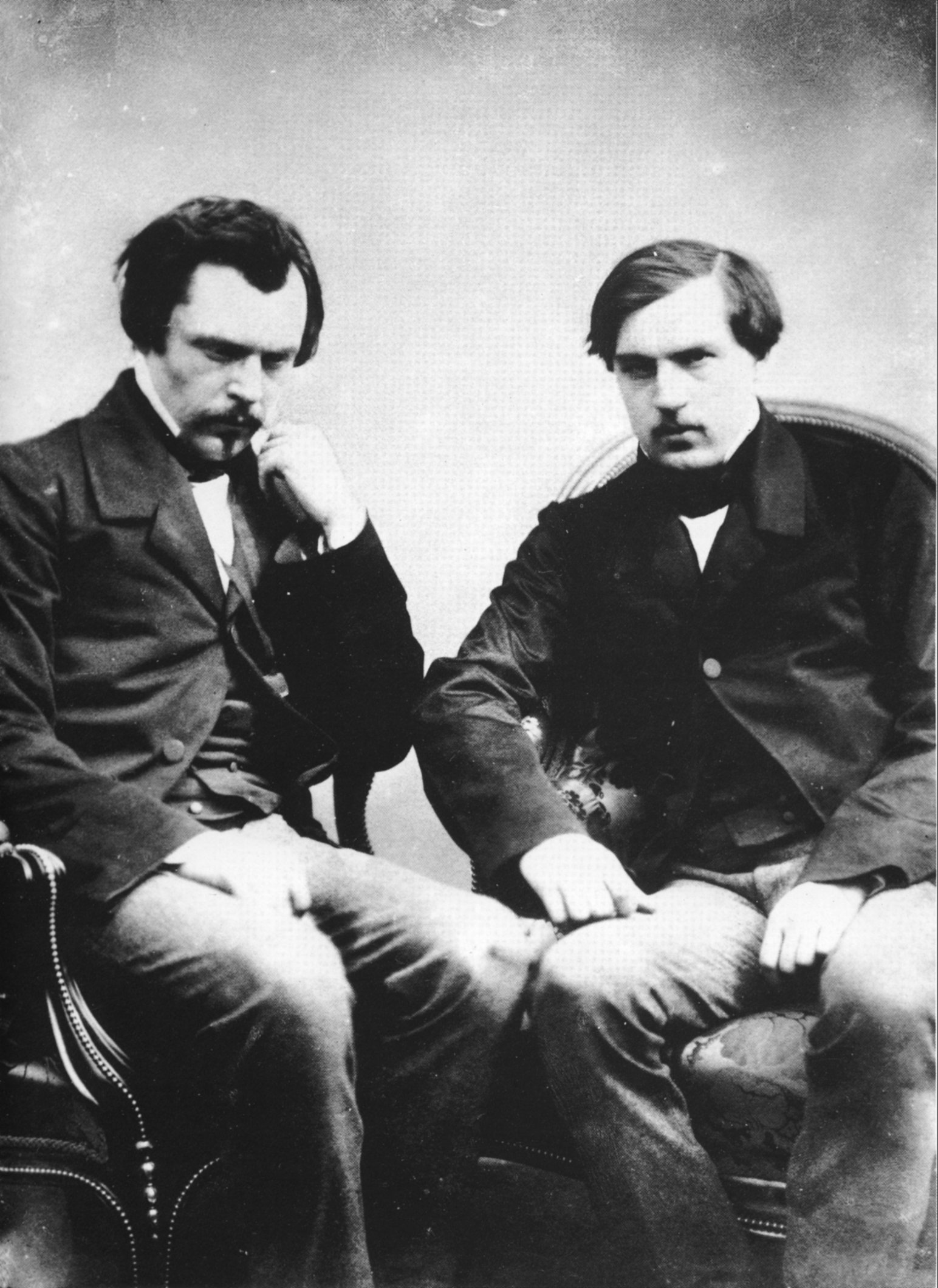
Fotografi av Félix Nadar: Bröderna Goncourt (till vänster Edmond 1822-1896, till höger Jules 1830-1870).

Edmond och Jules Huot de Goncourt var två franska författare, under författarnamnet Goncourt, även kallade Bröderna Goncourt, Edmond född 26 maj 1822 i Nancy, död 16 juli 1896 i Champrosay; Jules född 17 december 1830 i Paris, död 20 juni 1870 i Auteuil. De skrev tillsammans kulturhistoriska verk, monografier och romaner. Skönlitterärt ses Goncourt som föregångare till den psykologiskt inriktade naturalismen.

## Liv och verk
Bröderna Goncourt var söner till en fransk officer. Efter att 1848 ha mist sin mor slöt sig båda bröderna allt närmare varandra och levde så oskiljaktigt förenade att de under loppet av 22 år endast en gång, och då för ett par dagar, var skilda åt. De hade i allt samma tankar, vanor och tycken. Alla sina skrifter författade de gemensamt, och deras samarbete var så intimt att det är nästan omöjligt att urskilja vardera broderns andel. 
I besittning av en liten förmögenhet kunde de ostört ägna sig åt sitt intresse för konst och litteratur. De hade först för avsikt att bli målare och företog för sin utbildning 1849 en studieresa genom Frankrike till Alger, vars solbelysta skönhet gjorde ett djupt intryck på dem. För första gången sökte de tolka sina intryck i inte bara linjer och färger, utan även i ord. 1850 företog de en liknande resa till Schweiz och Belgien. Deras samtidigt författade vådeviller och proverb förkastades av teatrarna. 
Deras verkliga debut utgörs av En 18... (1851), en roman, i Jules Janins kvickhetsjagande kåsörstil, som dock är ett vittnesbörd om deras intresse för nutidslivet och förmåga att beskriva. Samtidigt skrev de kåserier i L'éclair och Paris; men då de för ett av dessa grundlöst åtalats för osedligt skrivsätt, drog de sig ifrån journalistiken, trots att de frikändes. Åtskilliga av deras tidningsartiklar är samlade i Salon de 1862 (1852), La lorette (1853), Mystéres des théatres (1853), Une voiture de masques (1856; omtryckt 1876 under titeln: Quelques créatures de ce temps) och Pages retrouvées (1886).
Deras första banbrytande arbeten är emellertid studier över 1700-talets konst- och kulturhistoria, som, då bröderna började sina forskningar, var i stort sett bortglömd och föraktad. De har ibland fått äran av dess återuppväckande. Det var framför allt tidens vardagshistoria, dess intima liv, inte de stora händelserna eller idéerna, som de försökte återgiva. Kvinnan blev centrum i dessa skildringar, vilka är ytterst minutiösa, tablå avlöser tablå, detaljerna trängs, och särskilt de tidigaste arbetena tyngs av kanske alltför mycket fakta. Just genom denna oändliga mängd av nyanser lyckades de dock ge en ny och mera levande föreställning om denna tid än någon före dem. 
Raden av dessa deras historiska skildringar, som inledde reaktionen mot romantikens förakt för 1700-talet, började med Histoire de la société francaise pendant la revolution et pendant le directoire (2 band, 1854-55; flera upplagor), som följdes av Sophie Arnould d'après sa correspondance et ses mémoires inédits (1857; flera upplagor), Portraits intimes du dix-huitième siècle (1857; flera upplagor), Histoire de Marie-Antoinette (1858; flera upplagor), L'art du dix-huitième siècle (12 häften, 1859-75), som innehåller monografier över flera av 1700-talets förnämsta konstnärer och illustrationer av Jules, Les maitresses de Louis XV (2 band, 1860; sedan omarbetad och delad i tre monografier, La duchesse de Châteauroux et ses soeurs, M:me de Pompadour och La du Barry) och La femme au dix-huitième siècle (1862; flera upplagor).
Av ännu större betydelse blev de romaner som de samtidigt utarbetade, fast de länge förbisågs av publiken och kritiken. Bröderna Goncourt tillhör den generation av författare som efter Balzac sökte komma verkligheten ännu närmare in på livet än mästaren, en skola som efter 1870 fick namnet naturalismen. Den nya alldeles individuella form av roman som bröderna Goncourt skapat är född av deras historiska betraktelsesätt. Deras romaner vilar alltid på en bred bas av observationer och har i själva verket formen av historiska monografier; de är nästan utan händelser och utan intrig och utgör oftast en sedeskildring eller en själshistoria, som framföres i en serie av dramatiskt utförda tavlor och dialoger. Ämnesvalet är även nytt och epokgörande: de skildrar det moderna livet och moderna människor, överintelligenta och nervösa konstnärsnaturer som de själva. 
I överensstämmelse med hela tidens psykologi sökte de överallt driva framställningen ned till det fysiologiska och dröjde därför framför allt vid människans natursida; därav också deras intresse för rent sjukliga själstillstånd. De iakttog alla dessa fenomen med en målares skarpa öga och skrev i en raffinerad, impressionistisk stil, som framför allt lade an på epitetet, men åsidosatte satsbyggnadens regelbundenhet; tvärtom upplöste de den gärna, i det de staplade det ena attributet på det andra.
Såsom stilister utgick de från Théophile Gautier. Starka intryck tog de också, förutom av Balzac och 1700-talets romanförfattare, särskilt Diderot, också av sin vän och samtida tecknaren Gavarni. Gemensamt skrev bröderna sex romaner (utom En 18...). I Les hommes de lettres (1860; omtryckt under titeln Charles Demailly 1868) skildras modernt författarliv och hur en intelligent man går under för en banal och hjärtlös kvinna;
Soeur Philomène (1861; flera upplagor) visar en barmhärtighetssysters tysta strid mellan kärlek och plikt; Renée Mauperin (1863; flera upplagor, sv. översättn. 1901 och 1907) ger en ny typ av den unga borgarflickan, som strax imiterades av andra författare; Germinie Lacerteux (1865; flera upplagor), en kriminalstudie, förebild till Émile Zolas L'assommoir; Manette Salomon (1867; flera upplagor), historien om en kvinnlig modell, som genom sin snikenhet och sin själssimpelhet dödar målaren som gift sig med henne; Madame Gervaisais (1869) handlar om en filosofiskt bildad världsdams och fritänkerskas övergång till katolicismen. Dessa romaner med de, för den tiden, djärva ämnena och det nya behandlingssättet gjorde föga lycka vid sin första framkomst, men vann så småningom publik även bland mer avancerade läsare, och under 1870- och 1880-talet utövade de ett inte obetydligt inflytande.
Efter det sjönk, under intrycket av nya litterära riktningar, intresset för deras litterära uppfattningssätt. Det litterära motståndet bidrog säkerligen till Jules, den yngre och svagare broderns, tidiga död. Edmond fortsatte, fast under åratal nedböjd av sorg, deras arbete i ungefär samma banor. Han utgav 1872 Gavarni, l'homme et l'oeuvre, en mästerlig skildring av deras gemensamme högt värderade vän, 1875 Catalogue raisonné de l'oeuvre d'Antoine Watteau och 1876 en liknande katalog över Proudhon. Först 1878 återupptog han romanproduktionen med La fille Elisa, ett av brödernas svagaste arbeten, men det första som observerades i större kretsar. 1879 följde Les frères Zemganno, där Edmond under bilden av två cirkusclowner ger en rörande och poetisk skildring av brödernas eget långa samliv, La Faustin (1881), en skildring av en kvinnlig skådespelares, och Chérie (1884) av en ung flickas själsliv, La maison d'un artiste (2 band, 1881), närmast en resonerande katalog av brödernas villa i Auteuil med dess rika konstsamlingar, Madame Saint-Huberty (1879), Mademoiselle Clairon (1889), La Guimard (1893), skildringar av berömda kvinnliga skådespelare från 1700-talet, och Préfaces et manifestes litteraires (1888), som innehåller brödernas litterära åsikter.
Bröderna försökte sig också på dramatiskt författarskap, med Henriette Maréchal (tryckt 1866) och La patrie en danger (tryckt 1873 och jämte det förra i Théâtre, 1879), men hade ingen framgång. Brödernas åsikter om dramats reformering är emellertid av intresse och har gett ett visst inflytande. Dessutom samlade Edmond broderns brev: Lettres (1885). Stort uppseende väckte det högst intressanta memoarverket, Journal des Goncourt (I-IX, 1887-96), brödernas dagboksanteckningar i urval från 1851-95, innehållande livfulla skildringar av deras samtida, ofta ej så litet indiskreta, då personerna ännu levde.
Bröderna Goncourt är dessutom jämte Philippe Burty bland de första, som i Frankrike intresserat sig för den japanska konsten och förstått att propagera för den, så att den kommit fransk konst och konstindustri till godo. Under sina sista år påbörjade Edmond en serie skildringar av japanska konstnärer, Outamaro, le peintre des maisons vertes (1891) och Hokousai (1896). Dessutom finns en stor mängd teckningar, akvareller, etsningar mm. av de båda bröderna. Edmond förvärvade under sina sista år en betydande förmögenhet, som han testamenterade till upprättandet av en akademi med brödernas namn i (Goncourt-akademien). Det prestigefyllda Goncourtpriset instiftades 1903 till brödernas minne.

## Verk översatta till svenska
- La fille Élisa
  - Elisa (anonym översättning?, Svea, 1882)
  - Glädjeflickan (La fille Élisa) (anonym översättning?, Svenska litteraturförlaget, 1943)
- Renée Mauperin
  - Renée Mauperin: en ung flickas roman (översättning David Sprengel, Svithiod, 1901)
  -  Renée Mauperin : den unga bourgeoisien i Frankrike från Ludvig Filips tronbestigning till omkring 1855. Stockholm: Bonnier. 1925. Libris fxtn9376cjjtwkvb. https://gupea.ub.gu.se/2077/78508
- Madame de Pompadour
  - Madame de Pompadour (översättning Anna Bagge, Wahlström & Widstrand, 1915)
- La du Barry
  - Grevinnan du Barry (översättning Anna Bagge, Wahlström & Widstrand, 1916)
- Germinie Lacerteux
  - Germinie Lacerteux: roman (översättning Anna Bagge, Wahlström & Widstrand, 1923). Ny uppl. 1943 med titeln Hennes andra jag
- Journal des Goncourt
  - Bröderna Goncourts dagbok: minnen från det litterära livet 1851-1895 (översättning Algot Ruhe, Wahlström & Widstrand, 1927)
  - Dagbok från fransk-tyska kriget (översättning Karin Bong, Tiden, 1956)
  - [Utdrag] i: Alphonse Daudet: I smärtans riken (La doulou) (översättning Elias Wraak, Alastor Press, 2006) [S. 53-92: Utdrag ur Goncourts Journal]